# Paradoxecia myrmekomorpha
Paradoxecia myrmekomorpha is een vlinder uit de familie wespvlinders (Sesiidae), onderfamilie Tinthiinae.
Paradoxecia myrmekomorpha is voor het eerst wetenschappelijk beschreven door Bryk in 1947. De soort komt voor in het Oriëntaals gebied.